# Loitz
Loitz est une ville allemande située dans l'arrondissement de Poméranie-Occidentale-Greifswald du Land de Mecklembourg-Poméranie-Occidentale, sur le fleuve Peene.

## Quartiers
| - Drosedow - Voßbäk - Rustow - Schwinge | - Vorbein - Wüstenfelde - Zeitlow - Sophienhof |

## Personnalités liées à la ville
- Erich Gülzow (1888-1954), historien allemand, né à Loitz

## Jumelages
- Hiddenhausen (Allemagne)
- Breitenburg (Allemagne)